# Concepción, Chile
Concepción (spanska för "Den obefläckade avlelsen"), formellt Concepción de la Madre Santísima de la Luz ('Den heligaste ljusmoderns obefläckade avelse'), är en stad i mellersta Chile och är huvudstad i regionen Biobío. Folkmängden uppgick till cirka 220 000 invånare vid folkräkningen 2017. Storstadsområdet Gran Concepción är Chiles tredje folkrikaste, där den sammanhängande bebyggelsen omfattar bland annat Chiguayante, Coronel, Hualpén, San Pedro de la Paz och Talcahuano. Områdets folkmängd uppgick till cirka 780 000 invånare 2017. Staden grundades av Pedro de Valdivia den 5 oktober 1550.
I Concepción ligger universiteten Universidad de Concepción och Universidad del Bío-Bío.

## Historia
Staden Concepción grundades av Pedro de Valdivia den 5 oktober 1550 och låg då i kommunen Penco, precis vid Concepciónsbukten. Under Araucokriget, som pågick 1536 till 1810, låg Concepción mitt emellan den spanska och mapuchefolkets olika gränser och blev till krigets centralpunkt. Under 1500- och 1600-talet blev staden även attackerade av brittiska och holländska pirater, såsom Olivier van Noort.

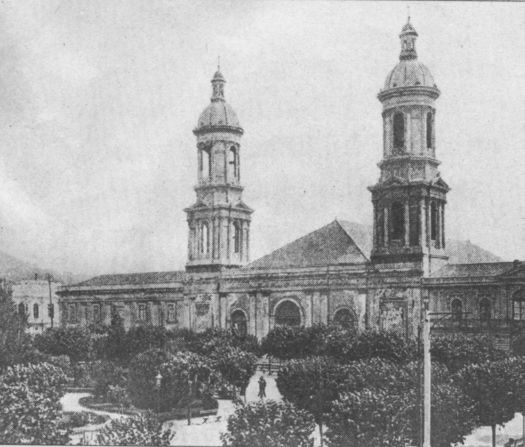
Den gamla katedralen i Concepción, som förstördes av en jordbävning 1939 och var tvungen att rivas efter skadorna

1731 förstördes staden av en jordbävning som mätte 8,5 på richterskalan och när man byggde upp staden igen gjorde man det i Valle de la Mocha ("Mochadalen"), där staden ligger än idag. Under uppbyggnaden av staden på den nya platsen förbjöds Penco att befolkas och först 1842 började den delen befolkas igen.
Självständighetsförklaringen från Spanien skrevs den 1 januari 1818 på Plaza de Concepción ("Concepcións torg"), som nuförtiden heter Plaza de Independencia ("Självständighetens torg"). Trots att självständighetsförklaringen skrevs 1 januari 1818, så blev den inte godkänd av Bernardo O'Higgins förrän den 12 februari 1818 i Talca.
Staden har sedan den grundades varit en av de tre största städerna i Chile, och har haft en viktig roll i Chiles ekonomiska, administrativa och militära utveckling. Hamnarna i Talcahuano, Tomé, Lirquén och San Vicente, som är de närmaste hamnarna till Concepción, gör staden till ett centrum för export och tidigare även för immigration från Europa.
1919 grundades Universidad de Concepción, som sedan dess varit en av Chiles viktigare och mest klassiska universitet. Påven Johannes Paulus II besökte Concepción under två dagar i april 1987 under sitt besök i Chile.

### Jordbävningen den 27 februari 2010
Staden blev en av de värst drabbade städerna under jordbävningen utanför Chile 2010 som drabbade staden 27 februari 2010 och som uppmätte 8,8 på richterskalan. Jordbävningen gjorde att staden flyttades ungefär 3 meter västerut, vilket man mätte genom GPS. Staden undvek tsunamin som drabbade Chiles kust, däremot slog den i flera grannkommuner, såsom Talcahuano. Efter jordbävningen utbröt ett upplopp i fängelset El Manzano som slutade i ett misslyckat rymningsförsök av fångarna. Olika delar av fängelset sattes i brand och upploppet först slutade efter skottlossning i luften och efter militär hjälp.
Flera byggnader skadades svårt, bland annat 21-våningshuset Torre O'Higgins. 

## Geografi
Concepción gränsar i norr med Hualpén, Talcahuano och Penco, i söder med Chiguayante och Hualqui, i öst med Florida och i väst med Río Biobío och San Pedro de la Paz. Concepción ligger i snitt ungefär 12 meter över havet och ligger precis vid foten av bergskedjan Cordillera de la Costa.

### Klimat
Concepción har ett kustklimat med milda temperaturer året om, där sommartemperaturerna sällan överstiger 30 grader Celsius och vintertemperaturerna sällan understiger -3 grader. Enligt Köppens system klassas Concepcións klimat som Csb. Trots att Concepción klassas som en stad med kustklimat, är somrarna mycket torra, med i genomsnitt endast cirka 15 millimeter regn under den varmaste månaden (februari). Medeltemperaturen i december fram till mars ligger kring 20 grader på dagen och 10 grader på natten, medan temperaturerna mellan maj och september ligger på cirka 13 grader som mest och som minst 4-5 grader, med en nederbörd på cirka 200 millimeter per månad.[källa behövs]

### Seismologi
Staden ligger i ett område som är väldigt seismologiskt aktivt. Staden har skadats svårt av ett flertal jordbävningar, till exempel 1939 och 2010. Området klassas som ett högriskområde och ligger mellan Nazcaplattan och den sydamerikanska plattan, där Nazcaplattan trycker på den sydamerikanska.

## Demografi
Vid folkräkningen år 2002 var kommunen 221,6 kvadratkilometer stor med 216 061 invånare, varav 103 860 var män och 112 201 kvinnor. Då bodde 11,61 % av hela regionens befolkning i Concepción. Av invånarna bodde 1,88 % på landsbygden (4 058 personer) och resterande andel i stadsmiljö (98,12 %, 212 003 personer). Befolkningen ökade till år 2006 till 225 158 invånare och hade 229 684 invånare vid folkräkningen 2012.
Mellan 1970 och 1982 var det en stor befolkningsökning (en ökning med lite över 105 000 invånare), en av anledningarna var att man inkludera San Pedro de la Paz i folkräkningen. Sedan var det en markant befolkningsminskning 1996 då Chiguayante och San Pedro de la Paz inte längre blev inkluderade i Concepción.

## Kollektivtrafik

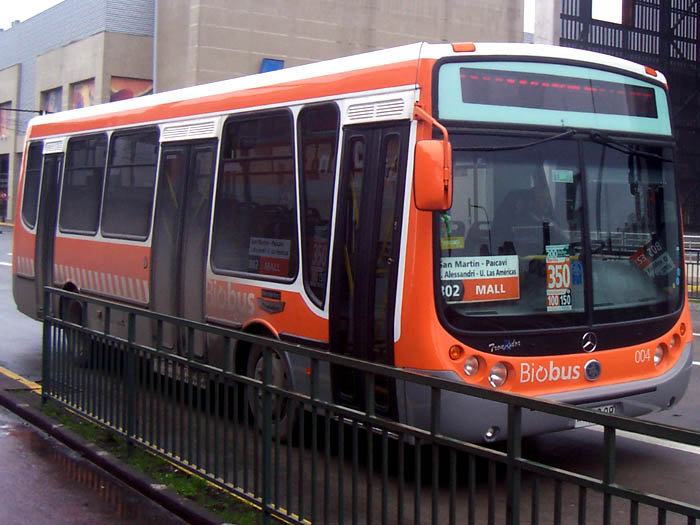
En buss från systemet Biobús i Concepción

I Concepción och närliggande kommuner finns pendeltågssystemet Biotrén, som betjänar Concepción och de närliggande kommunerna. Systemet består av två linjer − linje 1 som går mellan Talcahuano och Hualqui via bland annat Concepción och Chiguayante samt av linje 2 som går mellan Concepción och San Pedro de la Paz. Dessutom finns det ett system som består av expressbussar, Biobús, som skall gå främst i de centrala delarna av Concepción.
Förutom de två ovanstående systemen finns den lokala busstrafiken. Den lokala busstrafiken består främst av flera lokala företag som kör linjer i hela Concepcións storstadsområde.

## Sport
Staden har tre elitlag i fotboll, två från kommunen Concepción och ett från San Pedro de la Paz. De två från Concepción är Universidad de Concepción och Deportes Concepción och det andra laget är Fernández Vial. Den största fotbollsarenan i området är Estadio Municipal de Concepción. Ett fotbollslag från Concepción har aldrig vunnit den chilenska högstaligan i fotboll, utan har enbart två andraplatser (Universidad de Concepción 1975 och Deportes Concepción Clausura 2007). Däremot har Huachipato, som är från Talcahuano strax utanför Concepción, vunnit serien tre gånger, 1974,2012 och 2023. Ytterligare ett proffslag från storstadsregionen är Lota Schwager från Coronel. 
Universidad de Concepción har även lag i andra sporter, i basket och i rugby, och är därmed stadens största lag.